# Eduardo Armani
Eduardo Armani (Buenos Aires, 22 de agosto de 1898-ibídem, 13 de diciembre de 1970) fue un violinista y director de orquesta argentino.

## Carrera
Estudió música en el conservatorio Santa Cecilia (de Buenos Aires) con los maestros Cayetano Troiani y Hércules Galvani, finalizando sus estudios a los 15 años.
Comenzó a actuar con destacados referentes de la música clásica como
Juan José Castro, Luis Gianneo, Julio Perceval, José María Castro, Washington Castro y Ennio Bolognini. En 1919 actuó como violín solista durante las presentaciones de la bailarina Isadora Duncan, en el Teatro Ópera (de Buenos Aires). Repitió al año siguiente acompañando a Ana Pavlova en el Teatro Coliseo, lo que le valió ser contratado para actuar en
Brasil,
Puerto Rico,
Uruguay y
Venezuela.
En 1921 dirigió la orquesta francesa de la Compañía de Revistas de Madame Rasimi, en el teatro Ópera. Repitió en 1922 con el Folies Bergère, en 1923 con el Moulin Rouge y en 1924 con el Casino de París. En 1922 integró la primera orquesta sinfónica del país, actuando hasta 1929.
A partir de 1925 participó en la emisión radial de música clásica por Radio Cultura, Radio Fénix y Radio Municipal. Fue dirigido por famosas baturas como Ernesto Ansermet y Arthur Rubinstein. Este intérprete de música clásica, alternó esa tarea con la ejecución del tango en las orquestas de Juan Carlos Cobián y Francisco Lomuto. Compuso varios tangos como «Normiña», «No olvidarás» y «Un capricho».
En 1928 comenzó a cultivar el jazz, al unirse con el pianista René Cóspito, creando la Jazz Cóspito Armani. Permaneció cinco años, lapso durante el cual grabó discos para el sello RCA Víctor.
En 1933 se independizó creando su propia orquesta de jazz con la que se destacó en Radio El Mundo y en las presentaciones en la Capital Federal, en la confitería El Águila de la rambla de Mar del Plata y en Montevideo. Su orquesta animó las fiestas en las reuniones de la Sociedad Porteña, así como también sus presentaciones en los barcos transatlánticos y clubes.
Entre los integrantes de su orquesta de 25 músicos se encontraba el cantante Eduardo Farrell, quien en 1954 interpretó el tema «Vidita». Farrell abandonó la orquesta junto con el pianista Dante Amicarelli para formar la orquesta Amicarelli-Farrell, de gran calidad musical pero un fracaso comercial.
Otros músicos de su orquesta fueron el pianista y saxofonista Jose Tieri, el cantante Jorge David Monsalve (quien grabó el tema El vendedor de cocos, representando la alegría del Caribe colombiano) y el acordeonista y pianista Dionisio Gaitán (que emigraría a Cuba, donde adoptaría el seudónimo Eddy Gaytán y sería director del sello EGREM).
Junto a Eugenio Nóbile grabaron muchas canciones colombianas como «Marbella», «La buchaca», «Borrachera», entre otras.
Fue llevado a la pantalla grande durante la época de oro del cine argentino de la mano de directores como Eduardo Morera, Manuel Romero y Luis José Moglia Barth.
Fue el responsable de acercar a la música negra a la actriz, directora y productora Blackie, llevándola a cantar con su orquesta en el Teatro Colón.
Compartió muchos bailes con su entrañable amigo, Osvaldo Fresedo, su socio en la boite Rende Vouz. Su orquesta fue famosa ya que acompañó a renombrados artistas internacionales que visitaron Argentina como Bing Crosby, Maurice Chevalier y Frankie Laine.
Participó en la inauguración del cine teatro Ópera interpretando Rapsodia en azul de George Gershwin.
Junto al compositor y periodista Roberto Gil del tema «Migajas» de 1962. Trabajó hasta 1963.

## Filmografía
como intérprete:

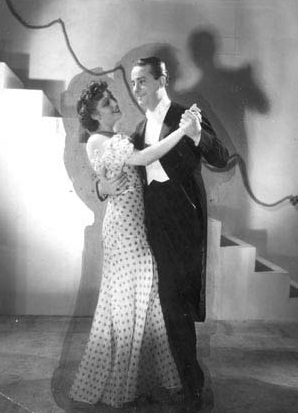
Eduardo Armani en la película Así es el tango (1937).

- 1937: Así es el tango, con Olinda Bozán, Tito Lusiardo, Tita Merello y Luisa Vehil.
- 1942: Ven... mi corazón te llama, junto a Elvira Ríos, Tito Lusiardo, Alicia Barrié y Elena Lucena.[6]

Como música:
- 1954: Dringue, Castrito y la lámpara de Aladino, encabezada por los cómicos Dringue Farías, Carlos Castro y el dúo Tincho Zabala-Mariano Bauzá. Allí editó su disco fonográfico con la pieza musical de la banda de sonido de la película del tema titulado «La lámpara de Aladino».[7]

## Temas interpretados
Disco De baile en Cartagena:
- «Ala, como estás»
- «Borrachera»
- «Caracolí»
- «El gavilán»
- «El vendedor de cocos»
- «Kalamary»
- «La buchaca»
- «Las pilanderas»
- «Marbella»
- «Playa, brisa y mar»
- «Toca la trompeta Juancho»
- «Tócame el trombón».[8]

Disco De turismo por el mundo:
- «San Pedro en el espinal»
- «Villetano»
- «Así se ríe mi chata»
- «Mujeres de mi Tolima»
- «Del otro lado del río»
- «Guabina chiquinquireña»
- «Me voy p' al salto»
- «Ciudad porteña»
- «Monerías»
- «Si me quieres»
- «Mi bella»
- «Mi tierra»
- «Las campanas del olvido»
- «Hacia el calvario»
- «Compae demonio»
- «Muchachas colombianas»
- «Pascual de Vechio»
- «Cuidado con el tiburón»